# Hanna Daglund
Hanna Karin Daglund (født 3. april 1994 i Västerås) er en tidligere svensk håndboldspiller, der har spillet for Viborg HK, hvortil hun kom i sommeren 2017 fra Skuru IK. Hanna Daglund er målvogter. Hun har spillet 38 ungdomslandskampe for Sverige og var bl.a. med til at vinde guld ved U/20-VM i 2012; hun har været en del af bruttoholdet på seniorniveau siden efteråret 2016. Hun stoppede karrieren i sommeren 2019, efter vedvarende problemer med hjernerystelser.